# Distrito de Zimatlán
El distrito de Zimatlán es uno de los 30 distritos que conforman al estado mexicano de Oaxaca y uno de los siete en que se divide la región valles centrales. Se conforma de 142 localidades repartidas entre 13 municipios.

## Municipios
| Código INEGI | Municipio             | Cabecera              |
| ------------ | --------------------- | --------------------- |
| 013          | Ciénega de Zimatlán   | Ciénega de Zimatlán   |
| 048          | Magdalena Mixtepec    | Magdalena Mixtepec    |
| 104          | San Antonino el Alto  | San Antonino el Alto  |
| 123          | San Bernardo Mixtepec | San Bernardo Mixtepec |
| 271          | San Miguel Mixtepec   | San Miguel Mixtepec   |
| 295          | San Pablo Huixtepec   | San Pablo Huixtepec   |
| 358          | Santa Ana Tlapacoyan  | Santa Ana Tlapacoyan  |
| 369          | Santa Catarina Quiané | Santa Catarina Quiané |
| 378          | Santa Cruz Mixtepec   | Santa Cruz Mixtepec   |
| 387          | Santa Gertrudis       | Santa Gertrudis       |
| 389          | Santa Inés Yatzeche   | Santa Inés Yatzeche   |
| 398          | Ayoquezco de Aldama   | Ayoquezco de Aldama   |
| 570          | Zimatlán de Álvarez   | Zimatlán de Álvarez   |

## Demografía
En el distrito habitan 56 288 personas, que representan el 1.48% de la población del estado. De ellos 6 897 dominan alguna lengua indígena.